# Бог в иудаизме
Бог в иудаизме — высшая сущность, творец Вселенной, судья и управитель мира и человеческой истории, к которому направлены религиозные почитание, любовь, трепет, послушание и поклонение со стороны человека; высший законодатель еврейского народа.
В раннем Израиле была политеистическая религия с богом Яхве во главе пантеона. Монотеистическая риторика впервые появилась в Танахе лишь в определённых частях Второзакония либо в послепленный период у Второ-Исайи. Однако современная религиозная трактовка Священного Писания говорит о существовании единственного Бога в течение всего повествования Библии. Различные направления библейской литературы (священнической, второзаконной, пророческой, поучительной и др.) раскрывают разные концепции Бога, однако имеется и ряд общих характеристик. Бог мыслится не в философских или абстрактных терминах, таких как «первопричина», но в образных, повествовательных и реляционных понятиях. Используются образы или, возможно, метафоры, такие как отец, пастырь, судья, царь.
В культурах, окружавших древний Израиль, все боги и богини, включая глав пантеона, считались подчинёнными законам естественной необходимости. Библейские тексты зачастую отвергают эту идею. Библейский Бог — суверенный Господь мира. Не существует силы, которая была бы независима от его суверенной воли, исключая некоторых созданий, особенно людей, которым он дарует свободу воли. Никакие другие божественные существа не могут быть сопоставлены с библейским Богом в могуществе. Эти представления определяют монотеизм Библии и большей части еврейской литературы постбиблейских эпох. Библейские авторы и пророки вели постоянную борьбу с идолопоклонством.
Многие века борьбы с язычниками, а затем гонения со стороны христианства и ислама, потеря национальной независимости и изгнание с исторической родины не привели к отходу еврейского народа от своей веры в Бога, но усилили его преданность вплоть до самопожертвования (Киддуш ха-Шем). Возглас Адона́й эха́д («Бог един») изрекался евреями перед смертью как в Античности, так и в Средние века и позднее. Религиозный еврей исповедует веру в Божественное искупление в течение земной жизни или после смерти, а евреи в качестве нации сохраняют веру в конечное избавление Им всего народа (геуллат Исраэль) в историческом или эсхатологическом смысле.
После каждой исторической катастрофы возникали новые особенности веры в Бога и служения ему. Концепция единого Бога, созданная иудаизмом и отражённая главным образом в Библии, составляет один из крупнейших вкладов в христианскую и мусульманскую культуры, отразившись в христианской и исламской концепциях Бога.

## Имя
Согласно ветхозаветному преданию, имя Яхве (в более поздней записи יַהְוֶה) было открыто богом Моисею в богоявлении при горе Хорив, говоря, что раньше он открывался Аврааму, Исааку и Иакову только под именем Эль Шаддай. На палеоеврейском письме имя записывается как 𐤉𐤄𐤅𐤄 (יהוה еврейским квадратным письмом), отчего получило греческое название тетраграмматон, «слово из четырёх букв», которое транслитерируется на латиницу как YHWH; современные учёные на момент 2018 года пришли к консенсусу, чтобы транскрибировать его как Яхве. Хотя на момент 1992 года Генри Томпсон отметил, что «произношение ЙХВХ как Яхве — это научная догадка». Также в русской литературе встречаются версии Йа́хве и Я́гве. Сокращённые формы «Йехо» и «Йо-» встречаются в теофорных именах и в таких фразах, как «Аллилуйя». Сакральность имени, а также заповедь о запрете «не упоминать имя всуе», которая изначально имела смысл не клясться именем бога понапрасну, привели к тому, что произношение или запись этого термина в письменной форме становились всё более строгими. Согласно раввинским источникам, к периоду иудаизма Второго Храма произношение имени стало считаться запретным, и произносилось только раз в год, первосвященником, в День искупления, причём тайна его звучания устно передавалась по старшей линии первосвященнического рода. С III века до н. э. произнесение этого имени было полностью табуировано, там же, где оно встречается в текстах, вместо него произносится вслух Адонай (אֲדֹנָי — «Господь»). Так же в разговорной речи стало использоваться упоминание только термина «Имя» на иврите (ха-Шем) и арамейском (Ше́ма). В римские времена, после осады Иерусалима и разрушения его Храма в 70 году н. э., первоначальное произношение имени Бога было полностью забыто. Это привело к тому, что при огласовке библейского текста, произведённой в VII веке масоретами, тетраграмматону, встречающимся в Библии около семи тысячи раз, были переданы гласные звуки слова Адонай, из-за чего в эпоху позднего Средневековья в среде христианских богословов возникло чтение Иегова. Самаритяне произносили имя, как Яхве (Yahwe) или Яхва (Yahwa) на момент конца XIX века.
«Заповедное имя» Яхве представляет собой устойчивый мотив. Ещё в египетской мифологии имелись представления о том, что знание божественного имени может наделить магической властью над божеством. Несмотря на то, что магические операции с божественым именем были под запретом ещё согласно книге Исхода (20:7), они широко распространились на исходе Античности и стояли в центре еврейских народных поверий в Средневековье и в более позднее время. Этой мифологемой возобновлялись языческое представление о власти смертного над божеством. Овладев именем, можно овладеть и прерогативой Бога — способностью созидать живое. «Заповедное имя», которое начертано на лбу глиняного голема, животворит его, подобно тому, как Бог оживил созданного из глины Адама. Еврейский «чудотворец», отчасти святой, отчасти мастер своего рода белой магии, каким его изображают рассказы о каббалистах и хасидских цадиках, назывался Бааль Шем — «хозяин имени» (ср. прозвище Бешт основателя хасидизма, XVIII век).

## Формирование монотеизма
Неизвестно, когда началось поклонение только Яхве. Самые ранние изображения Яхве как главного божества, который «единственный благословляет землю», появляются в учениях пророка Илии в IX веке до н. э., и, вероятно, уже ко времени пророка Осии в VIII веке до н. э., в связи со спорами между Яхве и Баалом. Ранние сторонники этой фракции считаются скорее монолатристами, чем истинными монотеистами; они не верили, что Яхве — единственный существующий бог, но считали его единственным богом, которому должен поклоняться народ Израиля. Наконец, во время национального кризиса в изгнании, последователи Яхве пошли дальше и открыто отрицали существование других божеств, кроме Яхве, тем самым обозначив переход от монолатрии к истинному монотеизму. Представление о том, что Яхве «должен почитаться как бог-создатель всей земли», впервые развивается во Второ-Исайи, сочинении, написанном в плену, хотя доводы в пользу богословской доктрины снова опираются на власть Яхве над другими богами, а не на независимое монотеистическое обоснование.
Подлинно монотеистическая риторика возникает с VII—VI веков до нашей эры. Трудно понять точные причины этого, хотя структура израильского общества и исторические обстоятельства могли оказать влияние. С одной стороны, структура центрального божества, окруженного божественным советом, выделяется из концепции божественной семьи, как она известна в Угарите. В божественном совете Яхве занимал роль главы (3 Цар. 22:19). Сначала это собрание состояло из божеств низшего ранга. Эти представления позже были перетолкованы в соответствии с монотеистическим богословием, и данные божества интерпретированы как ангелы. В израильских богословских воззрениях во многом проявляется индивидуальность Яхве, которая может отражать ослабление традиционной семейной структуры, поскольку возникает централизованная царская власть и новый класс землевладельцев. С другой стороны, на изменение представлений о Яхве могли повлиять исторические обстоятельства. С VIII—VII веков до н. э. Израиль вступает в контакт с ассирийской и вавилонской империями. В то время как Израиль подчиняется могущественным империям и оказывается на нижних ступенях политической лестницы, жрецы конструируют национальное божество на вершине божественной власти, власть которого распространяется на всю вселенную. Ухудшение положения Израиля в мире сопровождается повышением статуса Яхве в литературе. Эта модификация богословского дискурса превращает Яхве из национального бога в единственного бога, существующего в мире. В VII веке до н. э., девтерономическая реформа царя Иосии была направлена на укрепление сплочённости общин. Яхве становится единственным объектом почитания, идолопоклонство считается предательством. Возможно, как символ реформы царя Иосии и перехода к монотеизму, богиня Ашера больше не появляется в формулах благословения и защиты на остраконах Лакиша и Арада, и упоминается только Яхве.

## Концепция в Библии
Ветхозаветная традиция не раскрывает природу Богa, его свойства и атрибуты (что стало темой позднейшей теологии), метафизику его единства и трансцендентности (что является темой греческой философии), исходящей от него законосообразности всего созданного им. Вместо этого акцент делается на отношения между ним и человеком или народом (например, Втор. 5:6).
Уже на ранних этапах ветхозаветной истории Бог Ветхого Завета несопоставим и несоединим с другими богами, но представление о нём как об абсолютно единственном ясно разъясняется только начиная с писаний Пророков. Бог обладает трансцендентальной надмирностью, но он ближе к человеку, чем антропоморфные боги политеизма, находящиеся в космическом бытии, среди себе подобных, и принимающие от людей лишь дань лояльности. Если языческое этническое божество связано со своим народом природными узами природной и культовой магией, то воля ветхозаветного Бога может быть удовлетворена только через свободное признание со стороны другой воли, человеческой: «Не потому, чтобы вы были многочисленнее всех народов, принял вас Господь и избрал вас, ибо вы малочисленнее всех народов, но потому, что любит вас Господь, и для того, чтобы сохранить клятву, которою Он клялся отцам вашим…» (Втор. 7:7, 8).
Если каждый бог Египта, Месопотамии и Ханаана имел свою «биографию» (историю происхождения, браки, подвиги, победы и страдания), то у Яхве ничего этого нет. В одном из мидрашей фараон задаёт вопросы про Яхве: он молодой или старый, сколько городов побеждены им? Смысл рассказа заключается в неприменимости таких вопросов к Богу. Яхве не имеет и портрета. В реминисценциях известен западносемитский (угаритский) образ бога-громовника (Алиййану-Балу), представлявшегося как наездник туч («Шествующий на небесах»), но для еврейской мифологии специфично другое понимание Бога: «…говорил Господь к вам из среды огня; глас слов вы слышали, но образа не видели, а только глас; …твёрдо держите в душах ваших, что вы не видели никакого образа в тот день, когда говорил к вам Яхве на Хориве из среды огня, — дабы вы не развратились и не сделали себе изваяний» (Втор. 4:12 и 15—16). Отвергаются как наглядность обычного мифа, так и овеществляющий эту наглядность «кумир». Образы Яхве и его ангелов в Библии связаны со стихиями ветра и огня, но это Бог, «не вмещаемый небом и землёй» (2Пар. 6:18 и др.).
Потусторонности и запредельности Бога в иудаизме и центральной части еврейской мифологии, на периферии мифологии противопоставляется его «посюстороннее» присутствие. Оно не только материализуется, но и отделяется от него и становится объектом теургических либо в целом магических действий. Это присутствие, Шхина, рассматривается каббалистами как женская ипостась самого Яхве. Разлучённая с ним в мучительном космическом изгнании, она воссоединится с ним в эсхатологическом избавлении. Здесь прослеживается гностико-манихейский мотив.

## Взаимоотношения с народом
Представления о племенном божестве, враждебном другим народам, имеет место в Книге Иисуса Навина; в Книге пророка Амоса отражена идея любви Бога к каждому народу; Книга Ионы описывает, как пророк, который ненавидит город врагов своего народа, оказывается посрамлённым Богом. Идея безусловной верности единому Богу впервые стала последовательным догматом, призванным определить мышление, чувствование и действия человека: «Слушай, Израиль: Господь, Бог наш, Господь един есть; и люби Господа, Бога твоего, всем сердцем твоим, и всею душою твоею, и всеми силами твоими…» (Втор. 6:4, 5). «Ревность» становится модусом отношений Бога и человека (Втор. 6:14, 15). Этот императив предшествует собственно монотеизму.
Яхве требует от своих избранников, чтобы они, при общении с ним, в первую очередь «выходили» к неизвестности оттуда, где они укоренились. Это происходит с Авраамом, а потом со всеми евреями, которые направляются к Исходу из Египта. Призванность, нередко мучительная, постигающая в других религиях шаманов и прорицателей, в иудаизме становится парадигмой судьбы пророков и евреев в целом. Поскольку Бог не имеет партнёров (друга, антагониста или супруги), его партнёром становится человек или совокупность людей. Человек становится партнёром завета (договора) с Богом, «другом» Бога (традиционный эпитет Авраама), его «домочадецем», дружинником, обязующимся прийти «на помощь» (Суд. 5:23), вести под предводительством Бога войны (В Чис. 21:14 упоминается утраченный источник Книга войн Яхве). Как отступник «завета» человек становится «антагонистом» Яхве. Община в целом метафорически представлена в отношении Яхве его «супругой» (напр., Иер. 1:2, 3:1—20; Иез. 16:3—63 и др.). Поэтому Яхве, имея грозную внемирность, ближе к людям, чем антропоморфные языческие боги. Он ревниво требует от человека любви (ср., например, Нав. 22:5). Яхве избирает народ по свободному произволению, в отличие от других мифологий: Мардук выступает за вавилонян, Амон — за фивян и в целом за египтян, Афина — за афинян и в совокупности за греков, но не по той причине, что эти народы были избраны соответствующими богами, а из-за природной соотнесённости. Выбор Богом людей, принимающих завет, имеет своим следствием мистический историзм еврейской традиции.